# Festival Musical de Ojai
Festival Musical de Ojai (Ojai Music Festival) es un festival musical anual que se celebra en la pequeña localidad de Ojai, condado de Ventura (California), a 75 millas de Los Ángeles cercano a Santa Bárbara (California). Durante cinco días presenta composiciones contemporáneas, experimentales, programas educacionales, simposios y obras de grandes maestros en el Libbey Bowl, un auditorio al aire libre.
Situado en un idílico valle californiano cercano al Océano Pacífico, el lugar atrajo entre 1920 y 1930 a la Sociedad Teosófica ( Teosofía ) y al pensador indio Krishnamurti que se estableció allí. En esa época atrajo a Igor Stravinsky, Greta Garbo, Christopher Isherwood, Bertolt Brecht, Thomas Mann, Charles Chaplin, Bertrand Russell Charles Laughton y John Cage.
El festival fue fundado en 1947 por Leopold Jergens Bauer con la intención de convertirlo en el Festival de Salzburgo del Oeste, pero la idea nunca se concretó, derivando en un festival de música moderna donde convergieron Aaron Copland, Luciano Berio, Pierre Boulez, John Adams, Lukas Foss, Mauricio Kagel, Osvaldo Golijov, Milton Babbitt, Peter Maxwell Davies, Elliott Carter, Olivier Messiaen, David Del Tredici, Mauricio Kagel, György Ligeti. Steve Reich, Magnus Lindberg, Thomas Adès, Mark-Anthony Turnage y otros.
Entre sus directores musicales se cuentan Pierre Boulez, Michael Tilson Thomas, Kent Nagano, Nicholas McGegan, Esa-Pekka Salonen, Oliver Knussen, Robert Spano, Simon Rattle y otros.
Entre los artistas que se han presentado se destacan James Levine, Ravi Shankar, Mitsuko Uchida, Emanuel Ax, Dawn Upshaw, Lorraine Hunt-Lieberson, Oscar Peterson, Bobby Hutcherson, Los Angeles Philharmonic, Cleveland Orchestra, New World Symphony, Philharmonia Baroque Orchestra, Atlanta Symphony, Tokyo String Quartet, Kronos Quartet, Emerson String Quartet, etc.
Directores Artísticos
- Lawrence Morton (1954-1970, 1981-1987)
- Gerhard Samuel (1971-1975)
- William Malloch (1978-1980)
- Jeanette O'Connor (1987-1990)
- Christopher Hunt (1991)
- Ara Guzelimian (1992-1997)
- Ernest Fleischmann (1998-2003)
- Thomas W. Morris (2004-present)